# Волна (остров)
Волна́ — остров архипелага Норденшёльда. Административно относится к Таймырскому району Красноярского края России.

## География
Расположен в Карском море в восточной части архипелага. Входит в состав островов Восточных, находится в их северной части в акватории пролива Спокойного. Со всех сторон окружён другими островами группы: к северу и к востоку от него лежат острова Евгения Фёдорова, к северо-западу — остров Матрос, к западу — остров Саломе, к югу — остров Бианки. Расстояние до континентальной России — около 50 километров.

## Описание
Остров Волна имеет слегка вытянутую с северо-запада на юго-восток форму длиной не более 300 метров и шириной не более 200 метров. Существенных возвышенностей и водоёмов нет. Окружён небольшими надводными и подводными камнями.
Назван в 1965 году в честь гидрографического судна Гидрографического предприятия Министерства морского флота СССР «Волна».